# Héctor Molina
Héctor Mario Molina, conocido como el «Indio» Molina (Montevideo, 31 de octubre de 1959), es un exfutbolista uruguayo. Con el Club Nacional de Football obtuvo dos veces la Copa Libertadores de América (1980 y 1988) y dos veces la Copa Intercontinental (1980 y 1988). Con la selección juvenil uruguaya fue campeón sudamericano sub-20 en 1979.

## Biografía
Se inició en las divisiones inferiores del Club Nacional de Football a mediados de los años 1970. Integró la selección juvenil uruguaya que obtuvo el Campeonato Sudamericano Sub-20 de 1979 disputado en Uruguay, con Raúl Bentancor como director técnico y Esteban Gesto como preparador físico. El 26 de marzo de 1979 marcó el primer gol de esa selección en la Copa Mundial Juvenil de 1979 en Japón. Integró el plantel que obtuvo la Copa Libertadores 1980 y la Copa Intercontinental 1980.
Obtuvo el Campeonato Uruguayo de Primera División 1980 con Nacional, club en el que jugó hasta el 27 de enero de 1982.
Regresó a Nacional a principios de 1988, con la dirección de Roberto Fleitas, y formó parte de los equipos que ganaron la Copa Libertadores 1988 y la Copa Intercontinental 1988.
Jugó en otros equipos como Basáñez. Entrenó algunos equipos del interior como Progreso de Canelones y otros en Tacuarembó y Montevideo, entre ellos el Tacuarembó Fútbol Club.
Reside en Montevideo y mantiene la escuela de fútbol «Rincón del Indio» en el barrio del Cerro.